# Cyrtodactylus biordinis
Cyrtodactylus biordinis är en ödleart som beskrevs av  Brown och MCCOY 1980. Cyrtodactylus biordinis ingår i släktet Cyrtodactylus och familjen geckoödlor. IUCN kategoriserar arten globalt som otillräckligt studerad. Inga underarter finns listade i Catalogue of Life.